# سنجاب بیابانی سن‌واکین
سنجاب بیابانی سن هوآکین (نام علمی: Ammospermophilus nelsoni) نام یک گونه از سرده سنجاب‌های بیابانی است.